# Amedeo Ugolini
Pour les articles homonymes, voir Ugolini.
Amedeo Ugolini (né à Constantinople le 30 avril 1896, mort à Turin le 6 mai 1954) est un écrivain, journaliste et homme politique italien.

## Introduction
Arrivé en Italie pour s'enrôler sous les drapeaux en 1915, il se fixe à Chiavari à la fin de la guerre. Là, il se consacre à l'écriture, puis, après la prise du pouvoir par Mussolini, il entre dans la lutte antifasciste.
Son histoire est indissolublement liée à la résistance italienne: exilé à Paris en 1937, il y anime un journal antifasciste, La voce degli Italiani. Arrêté par la Gestapo en 1943, il est libéré en Italie à la chute de Mussolini.
Membre du CLN et du PCI, il a joué dans l'immédiat après-guerre un rôle important dans la mise en place des institutions démocratiques et républicaines, notamment à Turin, où il fut directeur du journal l'Unità et conseiller municipal.
Dans une œuvre abondante (romans, nouvelles, poésie, articles de journaux), Ugolini se réclame d'un «réalisme lyrique » qui fait de lui un précurseur du néoréalisme, Italo Calvino voyait en lui « un conteur né ». Mais son mode de narration très « comportementaliste » l'apparente aussi à des écrivains américains comme Hemingway ou Steinbeck.

## Biographie
Né à Constantinople le 30 avril 1896, petit-fils d'un républicain romagnol exilé en Turquie pour raisons politiques, il arrive en Italie pour faire son service militaire, lors de l'entrée en guerre de ce pays aux côtés des alliés (1915).
Après la guerre, il s'installe à Bologne, « ville rouge » où il lance en 1923, avec Tommaso Chiarini, une revue littéraire, L'Accigliata, qui reste  relativement confidentielle.                                	
Il s'installe ensuite à Chiavari (province de Gênes) où il se consacre à son activité d'écrivain (romans, nouvelles, poésie) créant, avec quelques autres écrivains, le mouvement réalisme lyrique. Son travail obtient une certaine reconnaissance: en 1934, avec sa trilogie I Fuggiaschi, écrite entre 1929 et 1933, il remporte le prix Foce. Toutefois sa situation économique reste précaire. C'est de cette époque que date son mariage avec Rina Silvestrelli, dont il a trois enfants. C'est aussi l'époque de son engagement politique antifasciste, très cohérent avec ses antécédents familiaux. Mis sous surveillance en 1932, il participe, avec d'autres écrivains, à la lutte clandestine.
Il entretient des rapports avec les Italiens antifascistes en exil (fuorusciti), jusqu'au moment où, en 1937, il réussit lui aussi à partir pour Paris. Là, il entre en contact avec les dirigeants, proches du PCI en exil, du quotidien antifasciste La Voce degli Italiani, où il publie de nombreux articles sous divers pseudonymes, prenant notamment en charge, à partir de 1938, la page culturelle de ce journal. Le thème dominant de ces articles sera la défense des républicains espagnols et la condamnation des dictatures nazifascistes (Italie, bien sûr, Allemagne, Espagne, Japon). Il donne aussi au journal des nouvelles, certaines déjà publiées avant l'exil, d'autres écrites en France, sur le thème de la guerre d'Espagne.
C'est dans ce cadre qu'il rencontre sa seconde femme, Gina Pifferi, elle aussi militante antifasciste en exil. Ayant adhéré au PCI à une date non déterminée, il participe au congrès international des écrivains en juillet 1938, aux côtés de Romain Rolland, André Malraux, André Gide, Henri Barbusse, Jean Giono, Robert Musil, Bertolt Brecht, Boris Pasternak, etc.
Avec l'interdiction des partis et journaux communistes en France, consécutive à l'annonce du pacte germano-soviétique, cette période d'activité journalistique intense prend fin, et Ugolini est de nouveau contraint, avec Gina Pifferi, à la clandestinité. 	
Arrêté en janvier 1942 par la Gestapo, il est ensuite remis aux autorités italiennes et condamné à 5 ans de réclusion. Gracié et libéré le 26 août 1943, après la chute de Mussolini, il rejoint la résistance en Ligurie, puis devient l'un des dirigeants du  gouvernement provisoire mis en place par le CLN (Comité de Libération Nationale) du Piémont, 
jusqu'à la libération définitive de cette région, en mai 1945.
Directeur de l'Unità à Turin avant et après sa sortie de la clandestinité, il y publie aussi des articles. Il est rejoint par sa femme, qui avait participé à la résistance en France (MTP-MOI) et devient père d'une fille en 1946. Parallèlement il reprend son œuvre de romancier (en 1950,Dieci soldi di tabacco obtient le prix Alassio) et de poète, et participe à la publication de revues, notamment Realismo lirico.
Écarté sans doute par suite d'une nouvelle orientation politique de la direction de l'Unità, il continue à y publier et se consacre à un projet d'édition française de ses œuvres, mais il meurt en 1954 sans que celle-ci ait vu le jour.
Après une très belle manifestation de la gauche italienne unanime pour son enterrement, son dernier roman, Marta in paese di frontiera est publié à titre posthume en 1956. Un éphémère prix de poésie Amedeo Ugolini est créé.                  	
Et puis, très vite, semble-t-il, on l'oublie, sauf à rappeler son rôle politique dans les encyclopédies de la résistance italienne, ou à donner son nom à une rue de Turin ou une avenue de Chiavari.
Dans ses œuvres et par son activité éditoriale, il a initié un mouvement qui s'est épanoui après la guerre dans le néoréalisme, ce qui l'apparente à des écrivains italiens comme Soldati, Fenoglio ou Silone, ou encore à des auteurs américains comme Steinbeck ou Hemingway.

## Œuvres

### Romans
- Il carro dei folli, Corbaccio, Milan, 1929
- I denti del diavolo, Marzano, Gênes, 1929
- La banca dei sogni,Delfo, Gênes, 1930
- I fuggiaschi, Delfo, Gênes, 1932*
- La casa di Dio, Delfo, Gênes, 1933 *
- Le ruote, Delfo, Gênes, 1934* - Ces trois romans forment une trilogie sous le titre général  I fuggiaschi
- Uno come gli altri, Einaudi, Turin, 1945
- Dieci soldi di tabacco, Macchia, Rome, 1950, prix Alassio
- Marta in paese di frontiera, Ceschina, Milan, 1956

### Nouvelles
- Il fanale, recueil de nouvelles, Delfo, Gênes, 1934, prix Foce.
- Il Ghiacciaio, in "L'unità", 1951, (prix St Vincent).
- Frida, in "Medica, Quaderni di l'Elite", janvier 55, initialement parue dans "La Voce degli Italiani", le 3/8/1939
- Malaga, in "Realismo Lirico", ottobre 54 (parue dans La Voce degli Italiani du 16 au 19 /11/1937).
- Monsieur Paul, in "Patria Independante", dimanche 23 mai 1954.
- La storia di Ignazio, posthume, in "L'Unità", édition piémontaise, mardi 8 mai 1956

Ces deux derniers textes sont re-publiés dans l'Unità du 17 mai 1964, pour les 10 ans de la mort d'Ugolini, avec un chapeau biographique.

### Poésie
- Dieci poemi in prosa, avec 10 dessins de R.Cenni, Liguria, Gênes, 1951, recueil de poèmes en prose.

### Théâtre
- L'albergo nell'oasi, drame en prose, revue Teatro del giorno, 1949.

### Articles divers
(publiés ailleurs que dans La Voce degli Italiani)
- Victor Hugo et l'Italie, in Europe, février-mars 52, numéro spécial pour les 150 ans de Victor Hugo.
- Liberatissimi di questo secolo, in I pericoli dell'arte contemporanea, (Ugolini, Aldo Capasso e Francesco Perri), in Quaderni di vita attuale, N° 9, Berben, Modène, avril 1949.
- Letteratura di ieri, in Realismo Lirico, Nouvelle série, N°1, janvier-avril 1954 (reprise partielle de l'article précédent).
- La personalità umana nell'Unione Sovietica, conférence prononcée au Cinema Lux à Turin, le 15 juin 1947, in Quaderni dell'Unità.

#### Éléments biographiques
- Antonio Canovi, Roteglia Paris, l'esperienza migrante di Gina Pifferi, Istoreco, Reggio Emilia, 1999.

Cette biographie de la compagne d'Ugolini, en édition bilingue (italien/français), renferme les informations les plus fiables sur la biographie d'Ugolini

#### Ouvrages collectifs sur les exilés italiens
- Italiens et Espagnols en France, 1938-1946, Paris, 1991, fonds CIRCE
- L'Italia in Esilio/L'Italie en exil, ACS, CEDEI, IICP, Rome, s.d, mai 1993

#### Articles sur Ugolini
- Ugolini: p 3953 in Nuova Enciclopedia Sonzogno, fasc. 124 (de Turati à Urbino), Milan, s.d.
- Amedeo Ugolini  in Enciclopedia dell'antifascismo e della Resistenza,La Pietra, Milan, 1989.
- Amedeo Ugolini, in Annuario 1949-1989 di Resistenza e Storia d'Italia, Quarant'anni di vita dell'Istituto Nazionale per la Storia del Movimento di liberazione in Italia et degli Istituto associati, sous la direction de Grassi Gaetano, Francoangeli, 1993.

#### Articles de presse (ordre chronologique)
- In l'Unità, 7 mai 1954: Grave lutto della classe operaia e della resistenza: È morto il compagno Amedeo Ugolini, n.s.
- Luraghi Raimondo, La scomparsa di Amedeo Ugolini : Come lo ricordiamo. Article nécrologique du même jour non signé.
- Dotti R., Amedeo Ugolini letterato e antifascista, in "Il Movimento di liberazione in Italia", 1954, mag. n°30.
- Ambrogio Donini, Amedeo Ugolini, in Rinascita, juillet 1954, n.6.
- Amedeo Ugolini, nécrologie insérée hors pagination à la fin de Documenti per l'8° congresso, Federazione Torinese del P.C.I, Ed.La nostra forza, mai 1954, signée Il Comitato Direttivo della Federazione Torinese del PCI.
- Giulio Cogni, Ricordo di Amedeo Ugolini, in Ridotto, Venise, juillet-août 1954.
- Revue Realismo Lirico: Numero straordinario ... dedicato ad un Omaggio ad Amedeo Ugolini, N°4 bis, octobre 1954, nombreuses contributions.
- Italo Calvino, Ricordo di Ugolini, in Patria independente, 1955, n.11. (Même texte que dans Realismo Lirico d'octobre 54).
- Davide Lajolo, Ricordo di Ugolini, in Vie Nuove, 5 juin 1955
- Giuseppe Ravegnani,  préface de l'édition posthume de I fuggiaschi, Parenti, Florence, novembre 1955
- Nerio Tebano, Amedeo Ugolini: ricordando il scrittore a due anni della morte, in Calendario del popolo, mai 1956
- Carando Carlo, recensione della reedizione di I fuggiaschi (Ed Parenti),in Il 7B, giornale dei lavoratori della RIV, Turin, 25 juin 1956.
- Salvatore Rizzo, Amedeo Ugolini, in Tra poeti e narratori, studi critici,Liguria, Gênes, 1956, p.  67.
- Serafino Maiolo, Il libro postumo di Amedeo Ugolini, Marta in paese di frontiera, in Realismo Lirico, N°19-20, Ceschina, Milan, Janvier-Avril 1957.